# Enantiosis (stijlfiguur)
Een enantiosis (of tegenspraak) is een stijlfiguur waarbij door een ontkenning het tegenovergestelde wordt beweerd.
voorbeeld
- Die achtbaan... daar ga ik nooit meer in.
- Door eer en oneer, door kwaad gerucht en goed gerucht; als verleiders, en nochtans waarachtigen;
Als onbekenden, en nochtans bekend; als stervenden, en ziet, wij leven; als getuchtigd, en niet gedood;
Als droevig zijnde, doch altijd blijde; als arm, doch velen rijk makende; als niets hebbende, en nochtans alles bezittende.
Als onbekend en toch bekend; als stervend, en zie, we leven; als gekastijd, en niet gedood.
- 2 Korinthiërs 6[1]